# Mormolyca ringens
Mormolyca ringens là một loài phong lan.